# 加州杰出学校奖
加州杰出学校奖是加州教育委员会授予州内最能代表模范和优质教育的公立学校的奖项。经过评选，每年约有5%-10%的加州学校可以获此殊荣。 它是加州学校表彰计划 (CSRP) 的众多计划之一，由CSRP的赞助商资助。 

## 立项
该奖项于1985年设立，每偶数年向小学颁发，每奇数年向中学颁发，轮流进行。过去，获得杰出称号的学校可以保留该称号四年 ；现在，获得杰出学校称号的学校可保留两年，之后可以延续该称号。 获奖标准可能会在评奖周期之间发生变化。 

## 历史批评与回应
2001年，《洛杉矶时报》撰文指出了对该计划遴选过程的不满。《泰晤士报》作者杰西卡加里森 (Jessica Garrison) 写道，当时的申请程序要求 "学校必须在该州的学业成绩指数中名列前茅，并撰写一份详尽的、包含 10 个部分的申请表，描述从校园文化到图书馆服务的方方面面"。 对该奖项的批评主要集中在对以往成绩较差，但现在取得显著进步的学校缺乏激励、资源扶持和认可。文章还感叹，对申请者声称的“学生成功”缺乏严谨的数据支持表示遗憾。

### 历史性临时奖励计划
2015年至2017年间，在加州过渡到新的评估体系期间，加州教育部开始发放加州金丝带学校称号，为期三年。从2018年开始，杰出学校制度再度启用。